# Georg Schickert
Georg Schickert (* 9. September 1860 in Willenberg, Ostpreußen; † 14. Juli 1926 in Schöneiche bei Berlin) war ein deutscher Verwaltungsjurist und Reichstagsabgeordneter in Ostpreußen.

## Leben
Schickert besuchte das Gymnasium in Hohenstein. Nach dem Abitur immatrikulierte er sich zunächst an der Kaiser-Wilhelms-Universität Straßburg, wo er vorübergehend Fuchs im Corps Rhenania Straßburg war. Er wechselte an die heimatliche Albertus-Universität und wurde im November 1880 Mitglied des Corps Baltia Königsberg. Ohne Band ging er an die Universität Leipzig und die Friedrich-Wilhelms-Universität zu Berlin. Er diente als Einjährig-Freiwilliger im Füsilier-Regiment „Graf Roon“ (Ostpreußisches) Nr. 33 in Gumbinnen und wurde Leutnant der Reserve. Er bestand 1883 das Referendarexamen und schied 1885 aus dem Justizdienst der Krone Preußen aus. Ab 1885 war er Regierungsreferendar in Osterode i. Ostpr. In jener Zeit wurde er Corpsschleifenträger bei Baltia. 1887 kam er als Regierungsassessor nach Aachen. 1890 wurde er kommissarisch, 1891 endgültig Landrat im Kreis Niederung mit dem Dienstsitz in Heinrichswalde (bis 1899); später wurde er auch Deichhauptmann. 1900 ging er als Regierungsrat nach Wiesbaden. 1901 wurde er Oberregierungsrat und stellvertretender Regierungspräsident im Regierungsbezirk Gumbinnen. Für die Deutschkonservative Partei vertrat er 1903–1912 den Reichstagswahlkreis Regierungsbezirk Gumbinnen 1 im Reichstag (Deutsches Kaiserreich). 1906 erhielt er das Baltenband. Als er 1907 aus dem Staatsdienst ausschied, erhielt er den Königlichen Kronen-Orden 3. Kl. Von 1907 bis 1922 war er Generaldirektor der Ostpreußischen Feuersozietät in Königsberg i. Pr. Als solcher hatte er im Ersten Weltkrieg Aufgaben zu übernehmen, die mit dem Wiederaufbau des 1914 von den Russen zerstörten Teils der Provinz Ostpreußen zusammenhingen. Dafür erhielt er das Eiserne Kreuz am weißen Bande. Den Ruhestand verlebte er in Schöneiche bei Berlin.

## Ehrungen
- Roter Adlerorden IV. Klasse (27. Januar 1897)[1]
- Königlicher Kronen-Orden (Preußen) 3. Klasse
- Eisernes Kreuz am weißen Bande